# گوگل وایس
گوگل ویس (به انگلیسی: Google Voice) یکی از خدمات ارتباطاتی گوگل می‌باشد. Google Voice یک سرویس تلفنی است که خدمات ارسال پیام و پست صوتی، پیام رسانی صوتی و متنی را در ایالات متحده و بین‌الملل برای مشتریان حساب Google در ایالات متحده و برای مشتریان G Suite در کانادا، دانمارک، فرانسه، هلند، پرتغال، اسپانیا، سوئد، سوئیس و انگلیس ارائه می‌دهد.
این سرویس توسط گوگل در تاریخ ۱۱ مارس ۲۰۰۹ راه اندازی شد. پس از این که شرکت خدمات GrandCentral را به دست آورد.
Google Voice یک شماره تلفن ایالات متحده را، که توسط کاربر از شماره‌های موجود در کدهای منطقه انتخاب شده‌است، رایگان برای هر حساب کاربری، ارائه می‌دهد. تماس با این شماره به شماره تلفن‌هایی ارسال می‌شود که هر کاربر باید در پورتال وب سایت حساب کاربری اش پیکربندی کند. ممکن است مقصد چندگانه برای زنگ زدن به تماسهای ورودی مشخص شود.

## گوگل وایس درایران
این سرویس هنوز برای صفحه فارسی جی میل و ایران ایجاد نشده‌است.

## شرایط استفاده از خدمات

### هویت تماس گیرنده
اگر شماره گوگل وایس داشته باشید، در شناسه تماس گیرنده ظاهر می‌شود. اگر شماره گوگل وایس را تنظیم نکرده‌اید، یک شماره عمومی یا کلمه «ناشناخته» برای شخصی که با او تماس می‌گیرید ظاهر می‌شود.

### تماس‌های اضطراری
شما می‌دانید که گوگل وایس یک برنامه مدیریت تماس پیشرفته است و گوگل وایس قادر به برقراری یا دریافت تماس‌های اضطراری نیست. علاوه بر این، اگر شماره گوگل وایس را تنظیم نکرده‌اید اما از گوگل وایس برای تماس با یک نقطه پاسخ دادن به امنیت عمومی (PSAP) استفاده می‌کنید، PSAP یک شماره عمومی یا کلمه «ناشناخته» را در تماس گیرنده شما مشاهده می‌کند. شناسه است و ممکن است نتواند با شما تماس بگیرد.

### حقوق اختصاصی Google
گوگل حق دارد که به صلاحدید خود تماس یا ارتباط با هر شماره تلفن را برقرار نکند. شماره‌های غیرقابل محافظت ممکن است شامل موقعیت‌های جغرافیایی خاصی، شماره خدمات ویژه، خدمات تلفن ماهواره ای و سایر خدمات ارسال تماس شود.

### ضبط مکالمات
گوگل وایس تابعی را فراهم می‌کند که به شما امکان می‌دهد مکالمات تلفنی فردی را ضبط کنید. قوانین مربوط به اخطارها و الزامات اطلاع‌رسانی در مورد چنین مکالمه‌های ضبط شده ایالتی متفاوت است. شما مسئول استفاده از قوانین محلی در حوزه قضایی مربوطه هنگام استفاده از این ویژگی هستید.

### پرداخت قبض
بسته به سرویس گوگل وایس که به آن وارد شده‌اید، ممکن است شما بخواهید همان‌طور که توسط گوگل اعلام شده‌است، هزینه‌های مربوط به این سرویس را بپردازید. در صورت درخواست تغییر در هرگونه خدمات، ممکن است هزینه‌های اضافی وجود داشته باشد. بسته به سطح خدمات انتخاب شده توسط شما، ممکن است هزینه تماس با یا از برخی مکانها از جمله تلفنهای بدون محدودیت و مناطقی که در مناطق تماس طولانی وجود دارند، هزینه داشته باشید. همچنین ممکن است هزینه‌های قابل استفاده برای هرگونه خدمات ویژه یا پیشرفته‌ای که استفاده می‌کنید، وجود داشته باشد.

### عمومی
تماس‌هایی که از طریق شماره تلفن در ایالات متحده و سایر کشورها به آنها رسیده و از طریق آنها دریافت می‌شود توسط شرکای مختلف تنظیم شده و دارای مجوز انجام می‌شود.